# Till Mossan!
Till Mossan! er Kal P. Dals første musikalbum. Det blev optaget live i studiet og havde mange Kal P. Dal-venner som publikum. Albummet tog fem timer at optage og solgte 100.000 eksemplarer. De bedste nåede syvende på den svenske albumliste og blev på listen i alt 14 uger.

## Spor
| 1. | "Raka Rör"                                                        | 02:51 |
| 2. | "Bara Rock 'N' Roll (It's Only Rock 'N' Roll)"                    | 02:52 |
| 3. | "Ålrajt/Rocka Maj (All Right Now)"                                | 04:12 |
| 4. | "Om Ja' Va' En Slashas/Jag Vill Leva Fri (If I Were A Carpenter)" | 03:37 |
| 5. | "Karolin (Caroline)"                                              | 02:47 |
| 6. | "Tio I Topp"                                                      | 02:07 |

| 1. | "Blåa Sko' (Blue Suede Shoes)"   |  | 03:00 |
| 2. | "All Min Kärlek (Not Fade Away)" |  | 02:50 |
| 3. | "Jonnie (Johnny Don't Do It!]]"  |  | 03:25 |
| 4. | "SJ (Take This Hammer)"          |  | 01:45 |
| 5. | "Kaddilack (Brand New Cadillac)" |  | 02:41 |
| 6. | "Tutti Frutti"                   |  | 01:31 |

## Medvirkende
- Kalle Pedal - Sang
- Janne Knuda - Guitar, korsang
- Jo-Jo Kamp - Bas, korsang
- Mårten Micro - Sologuitar, korsang
- Bronco Nyman - Trommer, congas
- Peps Persson - Mundharmonika, piano